# Yaiza
Yaiza est une commune de la province de Las Palmas dans la communauté autonome des Îles Canaries en Espagne. Elle est située au sud de l'île de Lanzarote.
La commune fut très touchée par les éruptions volcaniques du début du XVIIIe siècle. Les habitants ont ensuite tout fait pour reconstruire leur village et de nos jours il a obtenu plusieurs fois la distinction de « plus beau village de Lanzarote ».
Le nom de "Yaiza" peut également être utilisé comme prénom.

## Géographie

### Localisation

Localisation de l'île de Lanzarote dans les Îles Canaries.
Localisation de Yaiza dans l'île de Lanzarote.

|                  | Tinajo           |                  |
| Océan Atlantique | Yaiza            | Tías             |
|                  | Océan Atlantique | Océan Atlantique |

### Villages de la commune
(Nombre d'habitants en 2007)

### Transport
La ville est accessible à partir de l’aéroport de l’île, mais aussi via le port de Playa Blanca.

## Histoire
À l'extrémité sud de la municipalité de Yaiza, dans la zone connue sous le nom « El Rubicón », la première colonie européenne dans les îles Canaries s'est installée en 1402, et c'est de là que la conquête de l'archipel a commencé. À cet endroit se trouve la cathédrale de Saint Martial de Limoges. Cette cathédrale a été détruite par les pirates anglais au XVIe siècle et se situe actuellement à Femés, l'ermitage de saint Martial de Limoges dédié à ce saint. Ce diocèse a été déplacé en 1483 à Las Palmas de Gran Canaria (Diocèse des Canaries).

## Patrimoine
- Église Nuestra Señora de los Remedios (XVIIe-XVIIIe siècle).

Dans les environs :
- la lagune verte Lago Verde du demi-cratère de El Golfo : symbiose entre la mer et le feu, où un cratère semi-immergé rend l’eau d’une couleur vert émeraude.
- la plage Playa Blanca de Yaiza, agréable station côtière d'où l'on aperçoit l'île voisine de Fuerteventura
- la Punta del Papagayo, vestige du château de Las Coronadas.
- Plages de Papagayo : criques de sable blanc paradisiaques.
- Los Hervideros : rivières de lave robuste se jetant dans la mer rappelant le cataclysme datant du XVIIIe siècle.
- le parc national de Timanfaya : on peut y observer les traces d’activités volcaniques datant de 1730, 1736 et 1824. Il fut déclaré parc national en 1974 afin de protéger ce cadre géomorphologique unique. Il est possible de visiter le parc en autobus.
- El Mojón, et Playa del Paso
- les salines de Janubio
- Falaises côtières de Los Ajaches
- La Montaña Roja, 194 m qui domine le sud de l'île.
- Zona de Llanos de la Mareta – Hoya de la Yegua
- Llanos de Playa Quemada – Vieilles fermes
- Puerto Calero et Marina Rubicon : deux ports de plaisance de la municipalité offrant une grande variété de sports maritimes.
- La Geria : Vallée viticole, où le malpaís a été soigneusement cultivé par les agriculteurs qui ont fait du paysage une véritable œuvre d’art, en y construisant les zocos destinés à protéger les plants de vigne du vent et de l'aridité du milieu.

## Galerie

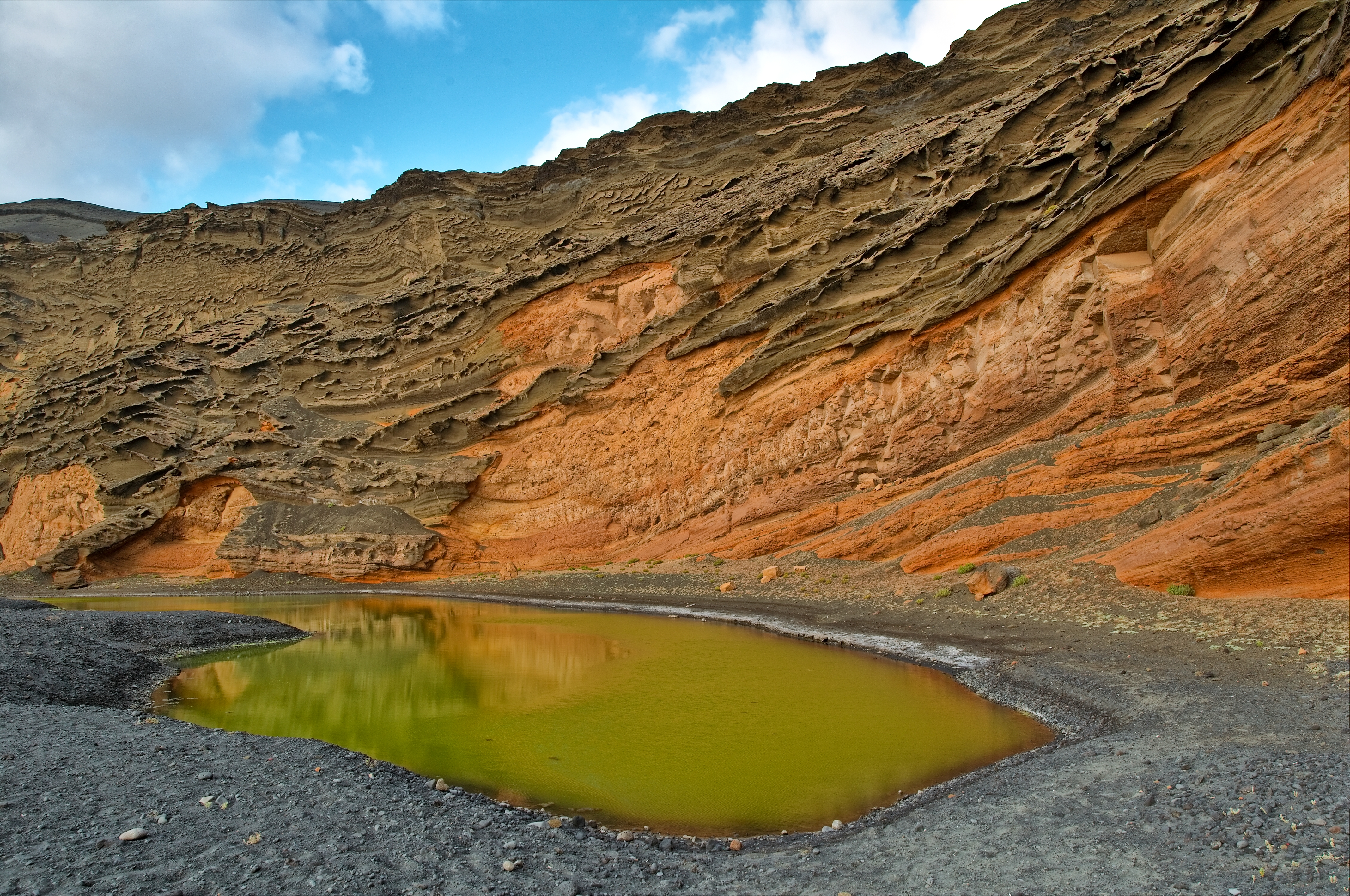
La lagune verte Lago Verde du demi-cratère de El Golfo
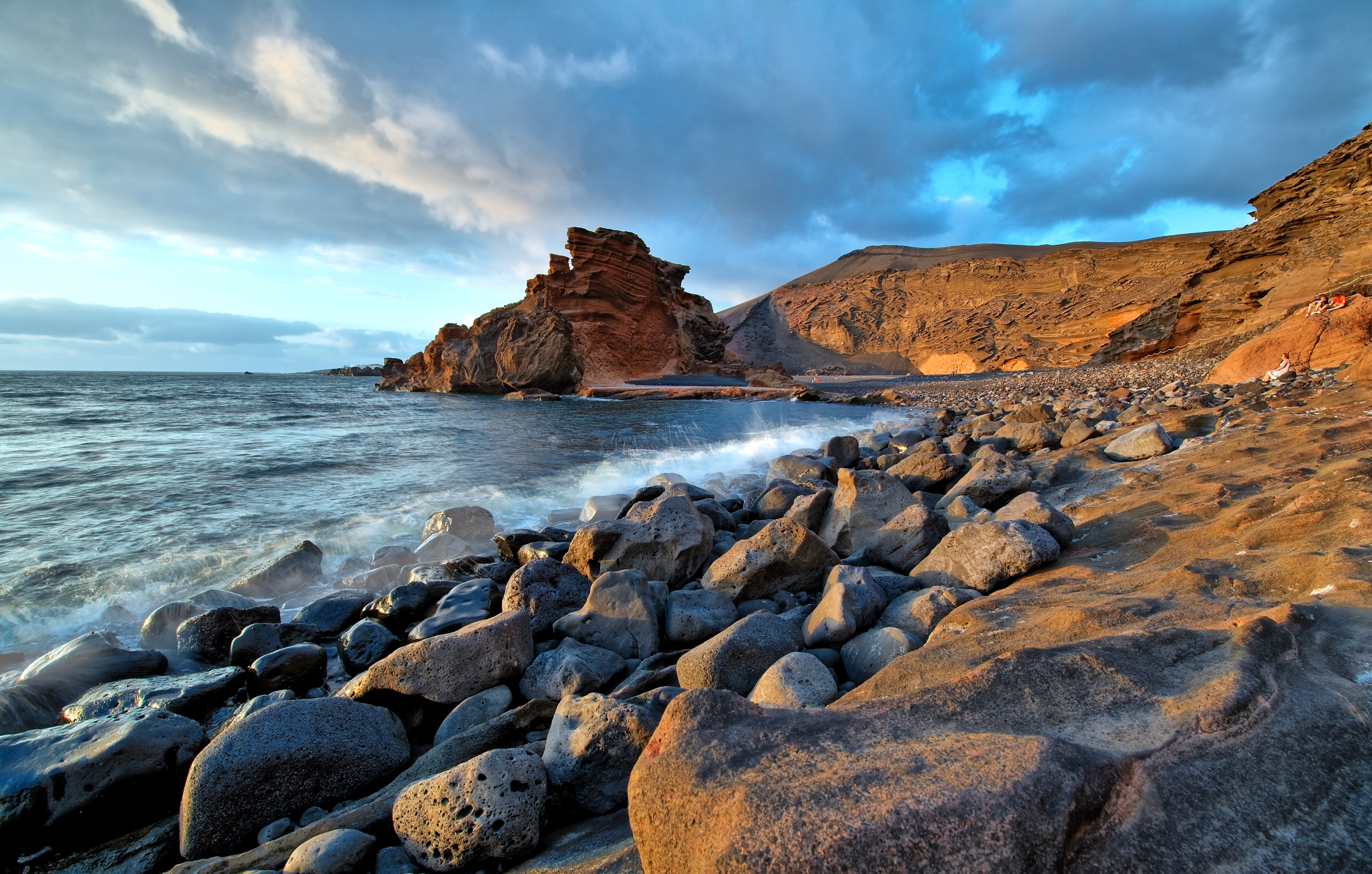
La plage d'El Golfo
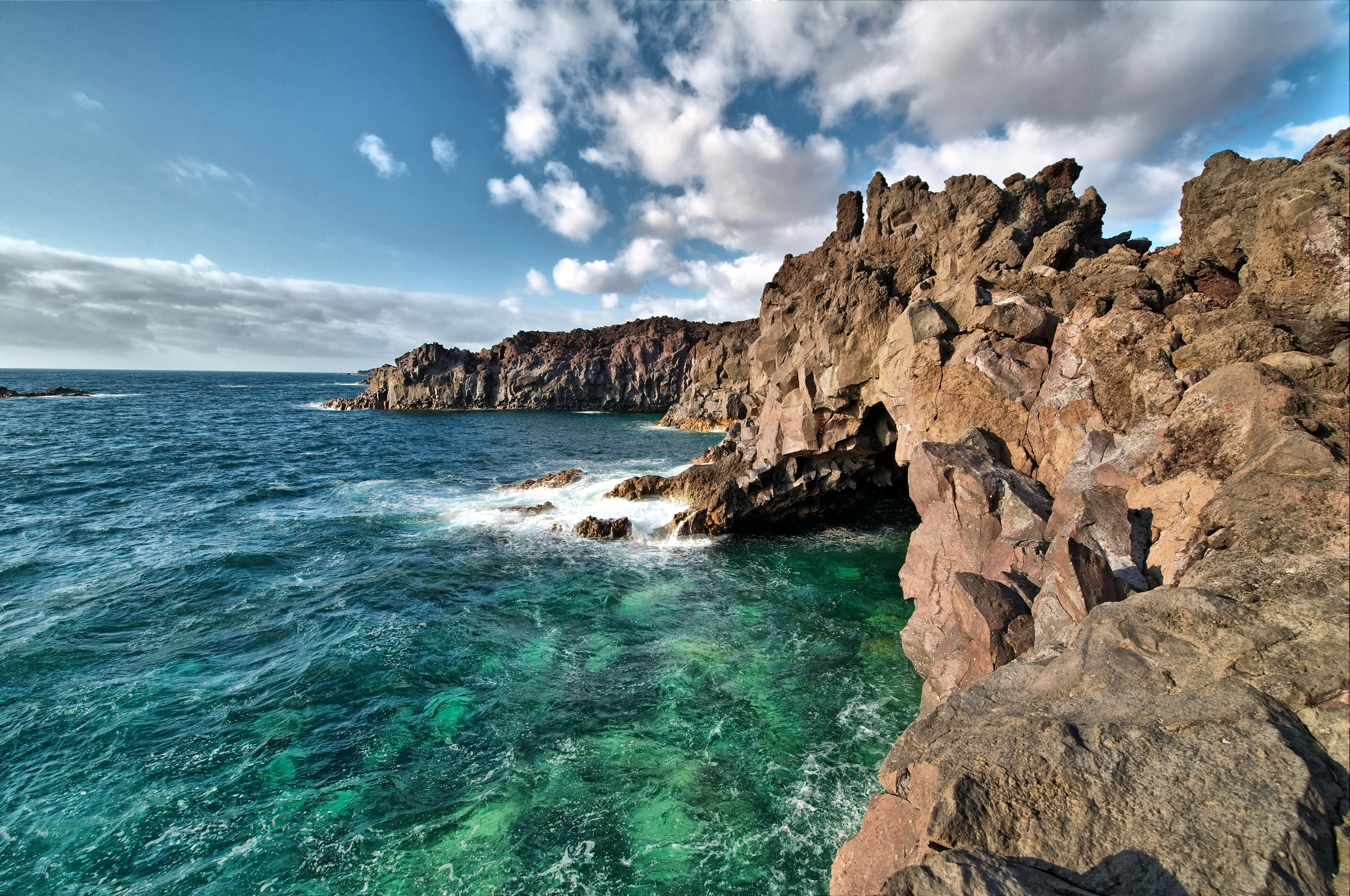
La côte de Los Hervideros
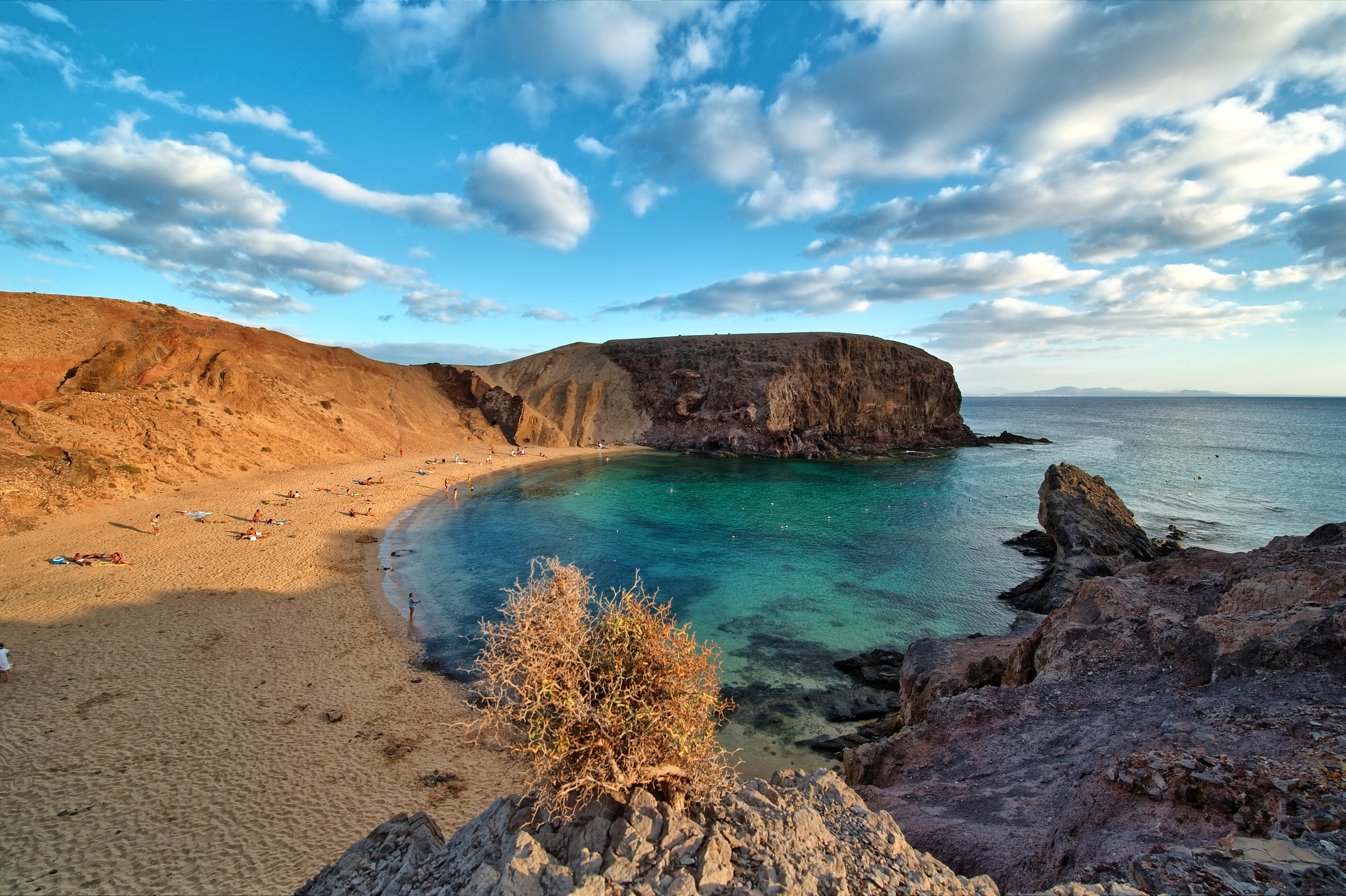
La plage de Papagayo
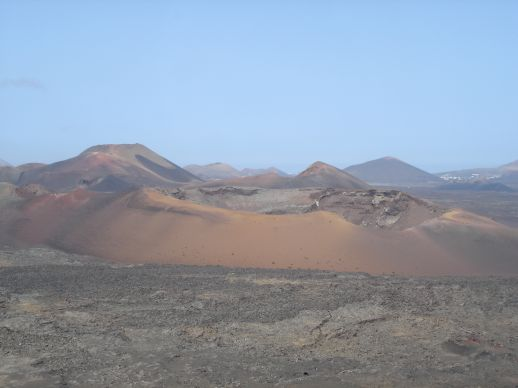
Parc National Timanfaya